# لیپه، پاکستان
لیپه (به انگلیسی: Leepa) یک روستا در پاکستان است که در ناحیه دره جهلم واقع شده‌است. لیپه ۱٬۹۲۱ متر بالاتر از سطح دریا واقع شده‌است.